# Jakobi Jakab
Jakobi Jakab (?, 1827 – Kolozsvár, 1882. október 8.) karmester, zeneszerző.

## Életútja
Jeles tehetségű komponista volt. Berlinből jött Magyarországra. Írt több nyitányt és zenei művet. 1863. február havában a Budai Népszínház első karmesterének szerződtette, ahol Blaha Lujzát is oktatta. 1871 májusában a kolozsvári Zenede igazgatója volt. A kolozsvári Nemzeti Színháznak 1869-től 1881-ig tagja volt, közben 1873-74-ben Kassán is működött. Operettkarmesterként aratta legnagyobb sikereit.

## Fontosabb műve
- Cancan a törvényszék előtt (1864)